# Magerøyna
Magerøyna est une île dans le landskap Sunnhordland du comté de Vestland. Elle appartient administrativement à Øygarden.

## Géographie
Rocheuse et couverte d'arbres, à fleur d'eau, à l'est du village de Brattholmen, elle s'étend sur environ 90 m de longueur pour une largeur approximative de 75 m. Elle compte une villa de luxe avec piscine.